# MB01 (spårvagn)
MB01 är en "Stor långedragsvagn" hos Göteborgs spårvägar. Vagntypen är bredare och längre än samtida spårvagnar, varför den aldrig kunde trafikera innerstadsnätet öster om Järntorget, då det fria rummet, lastprofilen, runt spåren begränsade detta. Först när spåren flyttats isär kunde vagntypen komma längre in i staden.
På andra ställen i världen kallas sådana här större vagnar, avsedda för förortsspår eller förortsjärnvägar för "förortsspårvagn", "suburban tram" eller liknande. Även om Göteborgs spårvägar aldrig använt detta begrepp är denna vagntyp en typisk sådan vagn. Som namnet antyder användes vagntypen hela sin aktiva trafikperiod enbart på Långedragslinjen. Vagntypen byggdes sammanlagt i sex exemplar. Dessa levererades av ASEA i två serier 1922 (4 st.) och 1928 (2 st). De första två vagnarna hade dubbla strömavtagare. Långedragsvagnen var länge Göteborgs spårvägars största och tyngsta vagntyp och har hela 48 sittplatser. 
Vagntypen saknade/saknar linjenummerkrukor, linjenumret "9" är påmålat direkt på vagnen, detta då vagntypen enbart trafikerade Långedragslinjen, som då utgjordes av nian.

## MB01, M21 eller M7?
Då Göteborgs spårvägar, Göteborgs Industrimuseum och Spårvägssällskapet Ringlinien har eller haft olika åsikter om vilken typbeteckning de äldre vagnarna skall ha finns dessa tre i annalerna. Mb01 eller MB01 används idag, då M21 och M7 tilldelats andra vagntyper. Då det de facto bara finns ett exemplar kvar ställer detta inte till något problem.
Göteborgs spårvägar har aldrig använt sig av littera, man använder istället sig av fordonstyper; M= motorvagn, S= släpvagn, B= Buss, TB= trådbuss, SB= släpbuss.

## Stor Långedragsvagn
Då Långedragslinjen var koncessionerad som järnväg, ställdes det högre krav på dess fordon. Därför var långedragsvagnarna utrustade med tryckluftsvissla och tryckluftsmanövrerade bromsar. MB01 hade motorstyrka nog för att dra två zeppelin- eller limpsläp.

## Ombyggda på i slutet av 1940-talet
När moderna vagnar med fast konduktörsplats började trafikera innerstaden i slutet av 1940-talet beslutade spårvägen att bygga om Långedragsvagnarna till enkelriktade med ingång bak på samma sätt som de nyare vagnarna. Efter denna ombyggnad hade vagntypen tryckluftsmanövrerade dörrar och träsätena ersattes av skinnsäten i en riktning. På bakre plattformen installerades en fast konduktörsplats. Pärlsponten inne i vagnen täcktes med perstorpsplattor. Även exteriört förändrades vagnen för att förenkla det dagliga underhållet. Den så kallade Z-balken togs bort och sidoplåtarna drogs ned till vagnkorgens underdel. Dekorationsmålningen togs bort, och vagnen blev helt blålackerad.

## Ett exemplar bevarat
Endast en vagn av denna typ finns bevarad, det är den sista levererade vagnen, vagn 208. Denna vagn ställdes undan 1967 i den lilla vagnhallen på Saltholmen, vagnen var körklar och användes emellanåt till utfärder. När så Spårvägssällskapet Ringlinien bildades togs denna vagn (och en del andra vagnar) om hand på ett mer kontinuerligt sätt. Den 9 juni 1992 var 208 åter färdig efter fem års renovering och återuppbyggnad, och kunde sättas i trafik på abonnemang och på Lisebergslinjen, vagnen avvändes också flitigt för sightseeing "Göteborg Runt". Vagnen har senare kompletterats med skenbroms på grund av nutida krav på säkerhet.
Innan man installerade skenbromsen var vagnen inblandad i en incident, en höst under lövhalkan i ökända "Sannabacken", då vagnen på väg från Långedrag mot Mariaplan kanade in i den stillastående M21: an, 206, på hållplatsen Sannaplan.
Förutom en del detaljer som är eftergift till dagens trafiktekniska krav, elsäkerhetskrav samt andra säkerhetskrav, är vagnen i dag nästan i det utförande den hade vid leveransen från ASEA 1928. För att få bättre gångegenskaper och ett minskat underhåll har hjulaxlarnas lagerboxar byggts om, här finns nu rullager istället för glidlager. Ringlinien har dessutom tvingats att montera en något modernare strömavtagare, då originalet lätt kommer i självsvängning under dagens kontaktledning som på sina håll är mer stumt upphängd än vad den var förr i tiden.
Det är meningen att originalströmavtagaren skall återmonteras då den byggts om med kraftigare fjädrar.
Vagnen ägs av Göteborgs stad, Trafikkontoret, men den förvaltas och underhålls och trafikeras av Spårvägssällskapet Ringlinien. 208 är Ringliniens "flaggskepp" och ses ofta ute på stan, såväl på Lisebergslinjen som på beställda abonnemang. Inte sällan får 208 rulla på sina forna hemmaspår ut mot Saltholmen och Långedrag.

## Tryckluftsvissla
Vagnen är utrustad med två tryckluftsvisslor, en i varje vagnsända. Dessa fick ursprungligen bara användas då vagnen gick på egen banvall bortom hållplatsen "Stadsgränsen", ungefär vid nuvarande Kungssten, alltså där Långedragslinjen var en järnväg. Innanför stadsgränsen fick man endast signalera med utsignalsklockan. Vanligtvis brukar visslorna numera vara stämda i två olika "tonarter", mest beroende på att teknikerna som underhåller vagnens tryckluftssystem saknar musiköra. Att bana fri väg med utsignalklocka i innerstaden renderar endast svagt resultat. Ett par tonstötar i visslan visar sig däremot vara synnerligen effektivt.

## Vagn 208 är en typisk abonnemangsvagn
208 är en populär abonnemangsvagn och den är ute med gäster på stan flera gånger i veckan, året om.
Då vagn 208 ofta går på abonnemang där det serveras mat och dryck ombord kan den förses med bord mellan bänkraderna. Dessa bord är sentida tillbehör.
Abonnemangen kan ha skiftande karaktär, det kan vara skolresor, större födelsedagskalas, bröllop, företagsrepresentationer, öl- eller vinprovning.

## På Lisebergslinjen
Under jultrafiken på Lisebergslinjen eller då man beräknar att det blir många resande, liksom vid dålig väderlek, sätts 208 in på denna sträcka. Då linjenumret "9" är påmålat på vagnen kan detta ställa till en del förvirring. Flera konduktörer på linjen har vid Korsvägen fått förklara att Saltholmen ligger i andra ändan av staden, och att det trots linjenumret "9" är linje 12, Lisebergslinjen. Magnetskyltar med "12" har tidigare funnits på vagnen, men dessa har förstört lacken.
Vagnen har idag en speciell typ av långskyltar, med texten "Lisebergslinjen" samt med en nedvikbar del med texten "Göteborg runt".

## En annan Långedragsvagn
Ytterligare en vagntyp, i ett exemplar, från Långedragslinjen finns bevarad, den är av typen M8 med nummer 302, och kallas för "Den korttjocke", på grund av dess bredd i förhållande till längden.

## Länk till pågående evenemang
- Allsångsspårvagn